# Trude Massloff

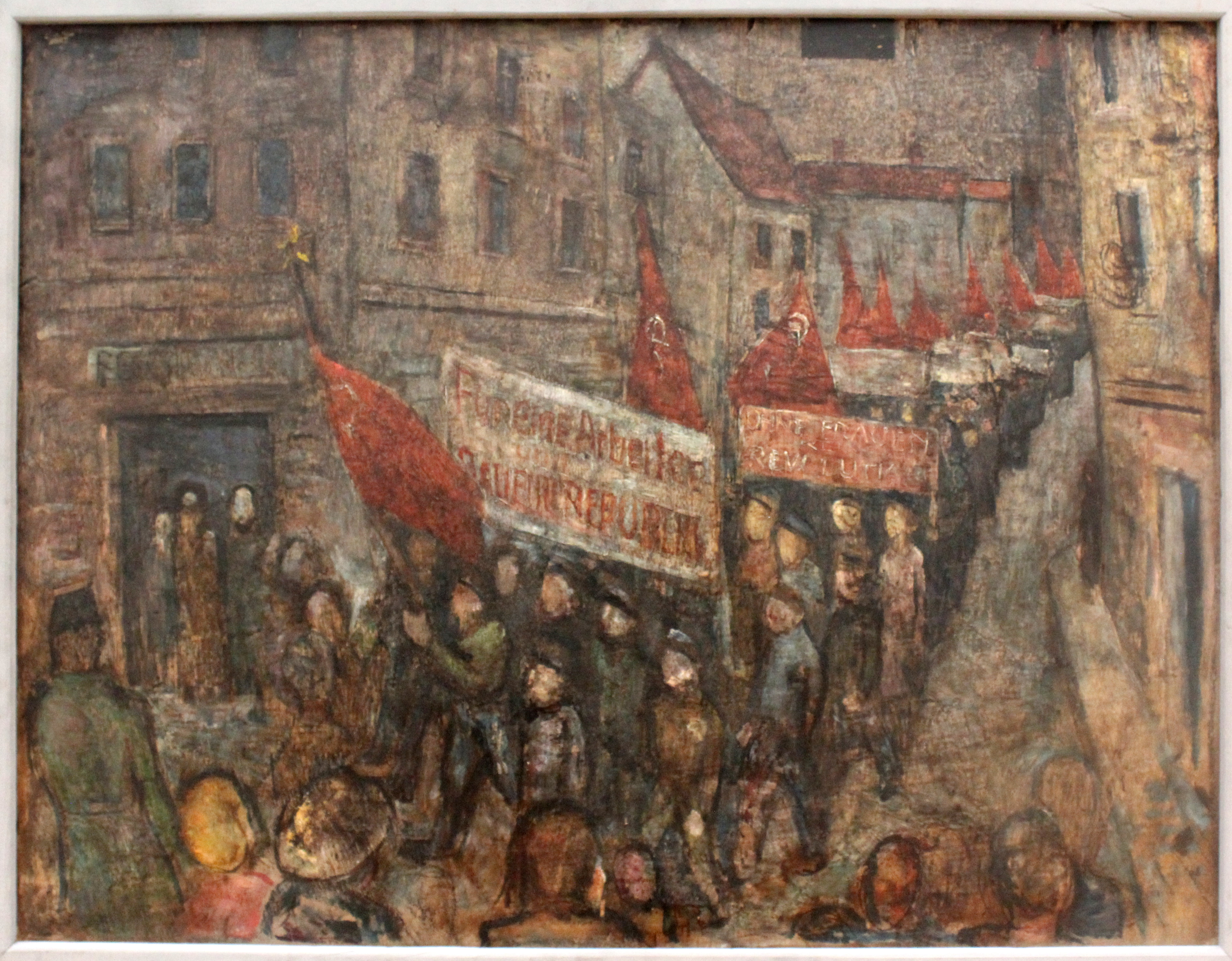
Trude Massloff, Gemälde "Demonstration", 1932

Trude Massloff (Massloff-Zierfuss; * 24. August 1885 in Leipzig; † 14. November 1943 ebenda) war eine deutsche Malerin und Grafikerin in Leipzig.

## Leben und Werk
Trude Zierfuss studierte von 1910 bis 1915 in Leipzig an der Königlichen Akademie für graphische Künste und Buchgewerbe. Erstmals 1914 und letztmals 1922 ist sie als Gertrud Zierfuß, Malerin und Grafikerin, im Leipziger Adressbuch mit der Anschrift Tieckstraße 2 nachgewiesen. Sie betätigte sich vor allem als Holzschneiderin, darunter auch für Exlibris und Siegelmarken, schuf aber auch Tafelbilder. Aus dem Leipziger Verlag Erich Matthes gibt es mehrere Publikationen mit Grafiken der Künstlerin. 1925 und 1930 unternahm sie Reisen nach Italien.
Sie war Mitglied des Vereins Leipziger Jahresausstellungen (LIA), an dessen originalgrafischer Ausgabe Casanova und die Lia für die Mitglieder (Auflage 250 Exemplare) sie 1927 mit einem Holzschnitt beteiligt war.
Um 1922 heiratete Gertrud Zierfuss den Maler Kurt Massloff, dessen politische Haltung sie teilte. 1927 trat sie der Kommunistischen Partei Deutschlands bei. Ab 1930 gehörte sie der Ortsgruppe Leipzig der Assoziation revolutionärer bildender Künstler (ASSO) an. 1941 wurde sie verhaftet, später jedoch wieder aus der Untersuchungshaft entlassen. Sie starb 1943 an den Folgen einer schweren Erkrankung.

## Werke

### Grafiken
- Gärtnerei, 1918, Linolschnitt, 26,5 × 34,5 cm, signiert rechts unten „Trude Zierfuss 18“, Graphische Sammlung des Museums der bildenden Künste, Leipzig
- Zäune, 1920, Linolschnitt, 29 × 24,5 cm, signiert rechts unten „Trude Zierfuss“, Graphische Sammlung des Museums der bildenden Künste, Leipzig[2]

### Tafelbilder
- Blick vom Fenster des Ateliers (Tieckstraße), 1924/1925, Pastell, 29 × 23,2 cm, bezeichnet rechts unten auf dem Passepartout „Trude Zierfuss“
- Blick vom Atelier zur Rennbahn im Winter, um 1925, Öl auf Sperrholz, 40,5 × 52,3 cm, bezeichnet links unten „Trude Massloff-Zierfuß“
- Häuser, 1925,[3] Öl auf Leinwand, 66 × 49,4 cm, bezeichnet links unten „T. Zierfuß 25“, Museum der bildenden Künste, Leipzig
- Stilleben mit blauem Krug, um 1926, Öl auf Pappe, 54,8 × 44,5 cm, bezeichnet rechts unten „T. Zierfuß“, Museum der bildenden Künste, Leipzig
- Vorstadthäuser, um 1930, Öl auf Leinwand, 60 × 81 cm, Museum der bildenden Künste, Leipzig
  - auf der Rückseite: Landschaft am Gardasee, Öl
- Demonstration (auch: Für Arbeit und Brot), 1932, Öl auf Sperrholz, 66,8 × 86,5 cm
  - auf der Rückseite: Erntearbeiterinnen, 1931 ausgestellt, Öl auf Sperrholz, signiert „T.Z.“, Museum der bildenden Künste, Leipzig (aus dem Nachlass von Emil Koch)[4]
- Italienische Landschaft[5]

### Illustrationen
- Holzschnitte zu Eichendorffs Liedern. Verlag Erich Matthes, Leipzig, 1916 (vier lose gefaltete Bögen in Klappbroschur)
- Joseph von Eichendorff: Herbststurm. Verlag Erich Matthes, Leipzig, 1916 (vier Faltblätter mit Text Eichendorffs und Illustrationen der Künstlerin)
- Martin Otto Johannes: Ernst von Mansfeld. Ein Leben. Verlag Erich Matthes, Leipzig, 1916 (Holzschnitte)
- Holzschnitte zu Eichendorffs Liedern. Verlag Erich Matthes, Leipzig, 1916 (vier lose gefaltete Bögen in Klappbroschur)

## Ausstellungsbeteiligungen (mutmaßlich unvollständig)
- 1922: Leipzig, Jahresausstellung des Vereins Leipziger Jahresausstellung/LIA
- 1925: Leipzig, Jahresausstellung des Vereins Leipziger Jahresausstellung/LIA (mit einem „mit feinen farbigen Bewegungen“ gestalteten Kinderporträt)[6]
- 1931: Große Leipziger Kunstausstellung (mit Erntearbeiterinnen)

Postum
- 1979: Leipzig, Museum der bildenden Künste („50 Jahre ASSO in Leipzig“)
- 1986: Leipzig, Museum der Bildenden Künste („Worin unsere Stärke besteht. Kampfaktionen der Arbeiterklasse im Spiegel der bildenden Kunst.“)
- 2019/2020: Leipzig, Museum der bildenden Künste („Sammlung im Blick: Leipziger Kunst 1900–1945“)[7]